# Matthias Baranowski
Matthias Baranowski (* 8. Februar 1967) ist ein ehemaliger deutscher Fußballspieler.
Seine ersten Schritte als Fußballspieler machte der Stürmer bei der Hammer SpVg. Über den VfL Kamen wechselte er 1986 als Neunzehnjähriger zu Rot-Weiß Oberhausen.
Trainer Christoph Daum holte den Stürmer 1987 zum 1. FC Köln in die 1. Bundesliga. Pierre Littbarski bezeichnete ihn damals als „den Roten Blitz aus Oberhausen“, was wohl auf seine Haarfarbe und Schnelligkeit anspielte. Zu dieser Zeit bestritt er auch sein einziges Spiel für die deutsche U-21-Fußballnationalmannschaft.
Nachdem er sich in Köln nicht hatte durchsetzen können, wechselte er 1988 zum FC 08 Homburg, wo er zum Stammspieler wurde. Seine Torausbeute blieb auch dort mit neun Toren in 48 Spielen bescheiden. Drei Jahre später wurde er zum damals in die 2. Bundesliga aufgestiegenen 1. FC Schweinfurt 05 verliehen, welcher jedoch postwendend wieder abstieg, sodass Baranowski zum FC 08 Homburg zurückkehrte.
In der Spielzeit 1995/96 wurde Matthias Baranowski nochmals in der Oberliga Hessen gesichtet. Er spielte damals ab der Rückrunde für die SG Bad Soden. Mitspieler waren u. a. Martin Buchhold und Michael Wolf. Seine Karriere beendete er beim Amateurverein VfK Weddinghofen.